# Kenny Miller
Pour les articles homonymes, voir Miller.
Kenny Miller est un ancien footballeur écossais né le 23 décembre 1979 à Édimbourg qui évoluait au poste d'attaquant.
Il a aussi joué des rencontres internationales avec la sélection écossaise. Il fait partie du Tableau d'honneur de l'équipe d'Écosse de football, où figurent les internationaux ayant reçu plus de 50 sélections pour l'Écosse, étant inclus en octobre 2010.

## Biographie

### En club
Après avoir été formé à Hibernian Edinburgh, il porte les couleurs des Rangers pour un transfert évalué à 3 M€ et ce pendant une saison et 2 mois, durant laquelle il marque un but en Ligue des champions contre l'AS Monaco de Claude Puel. 
Il part ensuite jouer en deuxième division anglaise (Football League Championship) à Wolverhampton pour 4,5 M€ au côté de son compatriote Jackie McNamara, avec lequel il connaît une saison faste en 2002/2003, marquant 20 buts et obtenant la montée en Premiership (D1), le plus haut niveau anglais. Mais le club ne fait qu'un bref passage en D1 puisqu'il redescend aussitôt en D2. 
Après avoir échoué dans l'objectif de remontée immédiate, il signe un pré-contrat avec le Celtic en janvier 2006 le club ennemi des Rangers, son ancien club. Il devient le 3e joueur de l'histoire à porter les couleurs des deux clubs. Pendant le premier Old Firm de la saison 2006-2007 qui se déroule au Celtic Park (match opposant le Celtic aux Rangers), il marque le 2e but de son équipe, permettant ainsi à son club de remporter le match sur le score de 2 à 0. Finalement, après avoir marqué 3 buts en 2 matchs lors du début de saison 2007-2008, il s'engage pour 3 ans à Derby County pour 4,5 M€, club promu en Premier League anglaise.
En juin 2008, il retourne aux Rangers pour 2,6 M€. Durant les deux ans et demi qui suivent, il inscrit 56 buts en 107 matchs, soit plus d'un but tous les deux matchs. Il s'attire donc la convoitise de plusieurs clubs européens, dont l'Olympique de Marseille,. Pourtant, le 21 janvier 2011, c'est au club turc de Bursaspor qu'il signe pour un montant de 400 000 £ . Durant les quatre mois qu'il y passe, il inscrit 5 buts en 15 matchs de championnat.
À l'été 2011, il retrouve les îles Britanniques et s'engage avec Cardiff City à la suite d'un transfert évalué à 1 M£, en dépit de l'intérêt des Rangers qui souhaitaient le récupérer dans leurs rangs. Il joue son premier match officiel sous ses nouvelles couleurs le 7 août 2011 à l'occasion de la rencontre West Ham-Cardiff City (victoire de Cardiff City 0-1), Miller étant l'auteur du but victorieux. Le 26 février 2012, il prend part à la finale de coupe de la Ligue anglaise de football, qui oppose Cardiff City à Liverpool au stade de Wembley devant près de 90 000 spectateurs, match que remporte Liverpool aux tirs au but. Il termine finalement sa saison à Cardiff City en ayant été un titulaire régulier et en totalisant 50 matchs joués.
Mais son faible ratio de buts marqués – 11 en 50 matchs et surtout aucun lors des 22 derniers matchs de Miller – inquiète les observateurs et le club peine à lui faire confiance, recrutant un jeune attaquant slovène, Etien Velikonja, pour jouer au même poste que lui. C'est dans ces conditions que Miller quitte le pays de Galles et s'engage le 16 juillet 2012, à l'âge de 32 ans, dans un club canadien, les Whitecaps de Vancouver, qui évoluent en Major League Soccer.
Le 4 juin 2014 il rejoint Rangers pour la troisième fois.
Le 30 juin 2018, il rejoint Livingston comme joueur-entraîneur, mais le 20 août il est renvoyé.
Le 29 août 2018, il rejoint Dundee FC.

### En sélection
Kenny Miller fait ses débuts en équipe d'Écosse le 25 avril 2001. Il entre à la 80e minute lors du match amical Pologne-Ecosse (1-1). Il doit attendre près de deux ans pour connaître sa deuxième sélection. En mars 2003, il est titularisé par Berti Vogts face à l'Islande dans le cadre des éliminatoires de l'Euro 2004. Il marque son premier but en sélection à l'occasion de ce match. 
Il atteint la barre des 50 sélections en octobre 2010 à l'occasion d'un match face à la République tchèque (défaite 1-0). Le 9 février 2011, il porte pour la première fois le brassard de capitaine face à l'Irlande du Nord. Il inscrit un but au cours du match comptant pour la Nations Cup (victoire 3-0). 
Il prend sa retraite internationale en août 2013 après une défaite 3-2 contre l'Angleterre. En l'espace de douze ans, il totalise 69 sélections pour 18 buts.

## Palmarès
Cardiff City
- Coupe de la Ligue : finaliste (1)
  - 2011-2012

 Rangers
- Championnat d'Écosse de football D2 / Championship D2 : vainqueur (1)
  - 2016
- Scottish Challenge Cup : vainqueur (1)
  - 2016
- Coupe d'Écosse
  - Finaliste : 2016

### Personnel
- Membre de l'équipe-type de Scottish Premier League en 2009 et 2010

## Statistiques détaillées
| Saison                | Club                    | Championnat             | Championnat | Championnat | Coupe(s) nationale(s) | Coupe(s) nationale(s) | Compétition(s) continentale(s) | Compétition(s) continentale(s) | Compétition(s) continentale(s) | Écosse | Écosse | Total | Total |
| Saison                | Club                    | Division                | M.          | B.          | M.                    | B.                    | Comp.                          | M.                             | B.                             | M.     | B.     | M.    | B.    |
| 1997 - 1998           | Hibernian               | Scottish Premier League | 7           | 0           | -                     | -                     | -                              | -                              | -                              | -      | -      | 7     | 0     |
| 1998 - 1999           | Hibernian               | Scottish First Division | 2           | 0           | 1                     | 0                     | -                              | -                              | -                              | -      | -      | 3     | 0     |
| 1998 - 1999           | Stenhousemuir           | Scottish Third Division | 11          | 8           | 2                     | 2                     | -                              | -                              | -                              | -      | -      | 13    | 10    |
| Sous-total            | Sous-total              | Sous-total              | 11          | 8           | 2                     | 2                     | -                              | 0                              | 0                              | 0      | 0      | 13    | 10    |
| 1998 - 1999           | Hibernian               | Scottish First Division | 5           | 1           | -                     | -                     | -                              | -                              | -                              | -      | -      | 5     | 1     |
| 1999 - 2000           | Hibernian               | Scottish Premier League | 31          | 11          | 7                     | 2                     | -                              | -                              | -                              | -      | -      | 38    | 13    |
| Sous-total            | Sous-total              | Sous-total              | 45          | 12          | 8                     | 2                     | -                              | 0                              | 0                              | 0      | 0      | 53    | 14    |
| 2000 - 2001           | Rangers                 | Scottish Premier League | 27          | 8           | 4                     | 2                     | C1+C3                          | 2+2                            | 1+0                            | 1      | 0      | 36    | 11    |
| 2001 - 2002           | Rangers                 | Scottish Premier League | 3           | 0           | -                     | -                     | -                              | -                              | -                              | -      | -      | 3     | 0     |
| Sous-total            | Sous-total              | Sous-total              | 30          | 8           | 4                     | 2                     | -                              | 4                              | 1                              | 1      | 0      | 39    | 11    |
| 2001 - 2002           | Wolverhampton Wanderers | First Division          | 22          | 2           | 1                     | 0                     | -                              | -                              | -                              | -      | -      | 23    | 2     |
| 2002 - 2003           | Wolverhampton Wanderers | First Division          | 46          | 16          | 6                     | 4                     | -                              | -                              | -                              | 4      | 2      | 56    | 22    |
| 2003 - 2004           | Wolverhampton Wanderers | Premiership             | 25          | 2           | 5                     | 3                     | -                              | -                              | -                              | 7      | 0      | 37    | 5     |
| 2004 - 2005           | Wolverhampton Wanderers | Championship            | 44          | 19          | 3                     | 1                     | -                              | -                              | -                              | 7      | 0      | 54    | 20    |
| 2005 - 2006           | Wolverhampton Wanderers | Championship            | 35          | 10          | 4                     | 2                     | -                              | -                              | -                              | 6      | 5      | 45    | 17    |
| Sous-total            | Sous-total              | Sous-total              | 172         | 49          | 19                    | 10                    | -                              | 0                              | 0                              | 24     | 7      | 215   | 66    |
| 2006 - 2007           | Celtic                  | Scottish Premier League | 31          | 4           | 5                     | 1                     | C1                             | 8                              | 3                              | 5      | 2      | 49    | 10    |
| 2007- 2008            | Celtic                  | Scottish Premier League | 2           | 3           | -                     | -                     | -                              | -                              | -                              | -      | -      | 2     | 3     |
| Sous-total            | Sous-total              | Sous-total              | 33          | 7           | 5                     | 1                     | -                              | 8                              | 3                              | 5      | 2      | 51    | 13    |
| 2007- 2008            | Derby County            | Premier League          | 30          | 4           | 3                     | 2                     | -                              | -                              | -                              | 5      | 2      | 38    | 8     |
| Sous-total            | Sous-total              | Sous-total              | 30          | 4           | 3                     | 2                     | -                              | 0                              | 0                              | 5      | 2      | 38    | 8     |
| 2008 - 2009           | Rangers                 | Scottish Premier League | 30          | 10          | 6                     | 3                     | -                              | 0                              | 0                              | 5      | 0      | 41    | 13    |
| 2009 - 2010           | Rangers                 | Scottish Premier League | 33          | 18          | 7                     | 3                     | C1                             | 5                              | 0                              | 4      | 0      | 49    | 21    |
| 2010 - 2011           | Rangers                 | Scottish Premier League | 18          | 21          | 1                     | 0                     | C1                             | 6                              | 1                              | 4      | 1      | 29    | 23    |
| Sous-total            | Sous-total              | Sous-total              | 81          | 49          | 14                    | 6                     | -                              | 11                             | 1                              | 13     | 1      | 119   | 57    |
| 2010 - 2011           | Bursaspor               | Süper Lig               | 15          | 5           | -                     | -                     | -                              | -                              | -                              | 4      | 2      | 19    | 7     |
| Sous-total            | Sous-total              | Sous-total              | 15          | 5           | 0                     | 0                     | -                              | 0                              | 0                              | 4      | 2      | 19    | 7     |
| 2011 - 2012           | Cardiff City            | Championship            | 45          | 10          | 5                     | 1                     | -                              | -                              | -                              | 4      | 2      | 54    | 13    |
| Sous-total            | Sous-total              | Sous-total              | 45          | 10          | 5                     | 1                     | -                              | 0                              | 0                              | 4      | 2      | 54    | 13    |
| 2012                  | Whitecaps de Vancouver  | Major League Soccer     | 13          | 2           | 0                     | 0                     | -                              | -                              | -                              | 0      | 0      | 13    | 2     |
| Sous-total            | Sous-total              | Sous-total              | 13          | 2           | 0                     | 0                     | -                              | 0                              | 0                              | 0      | 0      | 13    | 2     |
| Total sur la carrière | Total sur la carrière   | Total sur la carrière   | 475         | 154         | 60                    | 26                    | -                              | 23                             | 5                              | 56     | 16     | 614   | 201   |

## Parcours d'entraineur
- 2018-août 2018 :  Livingston